# Květušín
Květušín (německy Kwitosching) je vesnice, část obce Polná na Šumavě. Před 1. lednem 2016 byla součástí vojenského újezdu Boletice.
Ve vsi je evidováno 56 adres (z toho 16 bytových budov celkem s 50 byty, z nichž 46 bylo obydleno; dále se zde nachází 34 objektů individuální rekreace). V roce 1921 žilo v Květušíně, který tehdy byl osadou nyní zaniklé obce Lštín (Irresdorf), celkem 159 obyvatel, všichni byli německé národnosti. V letech 1950 až 1954 zde byla obecná internátní škola pro děti nových obyvatel. Školu založil tehdejší velitel vojenského újezdu Josef Pohl, který své dojmy literárně ztvárnil v knize Na cikánské stezce.
Květušín se nachází na katastrálním území Polná na Šumavě o rozloze 19,12 m².